# Tomatlán (municipalité)
La municipalité de Tomatlán est l'une des 212 municipalités de l'État de Veracruz, et est située dans la partie centrale de cet État. Elle se situe à l'ouest du golfe du Mexique, sur les contreforts de la chaîne de montagnes de la Sierra Madre orientale, dans le bassin versant de la rivière Río Cotaxtla, principal affluent du fleuve Río Jamapa. Son chef-lieu est la ville éponyme de Tomatlán. Elle dépend de la région administrative de Las Montañas, qui est une des 10 subdivisions administratives de l'État de Veracruz.

## Géographie
La municipalité de Tomatlán s'étend du nord-ouest au sud-est dans la vallée de la rivière Río Cotaxtla, principal affluent du fleuve Río Jamapa, qui forme sa limite au sud-ouest. Assise sur les contreforts du massif montagneux de la Sierra Madre orientale, son altitude oscille entre 1000 et 1500 mètres. Son chef-lieu, la ville éponyme de Tomatlán, se trouve dans la partie nord de son territoire. Ce territoire couvre une superficie de 18,9 km2, et était peuplé en 2020 de 7197 habitants, pour une densité de 381,8 habitants par km2.
Cette municipalité est limitrophe au nord de celle de Coscomatepec, à l'ouest de celle de Chocamán, au sud de celle de Córdoba, et à l'est de celle de Ixhuatlán del Café.

## Composition et démographie
La municipalité était composée en 2020 de 9 localités, dont une seule était considérée comme urbaine, les autres étant rurales.
| Localité            | Population |
| ------------------- | ---------- |
| Tomatlán            | 4415       |
| Tecama              | 1235       |
| Tecamilla           | 964        |
| Cruz Verde          | 246        |
| Tecolotla           | 111        |
| Reste des localités | 226        |
| Total population    | 7197       |

En plus de l'espagnol, plusieurs langues amérindiennes sont parlées dans la municipalité, dont les principales sont par ordre d'importance : le nahuatl et dans une moindre mesure le mazatèque, et le totonaque.

## Histoire
Durant la période hispanique, la ville de Tomatlán se nommait San Miguel Quechultengo Tomatlán.

## Économie

### Agriculture et élevage
La superficie des parcelles semées représentait en 2021 une surface totale de 1954 hectares, parmi lesquels 1050 hectares étaient voués à la culture de la canne à sucre, 700 hectares étaient voués à la culture du caféier, et 200 hectares étaient voués à celle du maïs.
En 2021, la production de viande par tonnes comprenait 16,6 tonnes de viande bovine, 125,2 tonnes de viande porcine, 1,5 tonne de viande ovine, 0,2 tonne de viande caprine, 26 855,6 tonnes de volailles, 1,4 tonne de dinde. La superficie vouée à l'élevage représentait alors 250 hectares.